# Tênis nos Jogos Pan-Americanos de 1991
As competições de tênis nos Jogos Pan-Americanos de 1991 foram realizadas em Havana, Cuba. Foi a décima edição do esporte no evento, que foi disputado para ambos os sexos.

## Medalhistas
Masculino
| Evento           | Ouro                                                     | Prata                                           | Bronze                                   |
| ---------------- | -------------------------------------------------------- | ----------------------------------------------- | ---------------------------------------- |
| Simples detalhes | Luis Herrera MEX México                                  | David DiLucia USA Estados Unidos                | Marcelo Saliola BRA Brasil               |
| Simples detalhes | Luis Herrera MEX México                                  | David DiLucia USA Estados Unidos                | Juan Pino CUB Cuba                       |
| Duplas detalhes  | Miguel Nido Joey Rive PUR Porto Rico                     | Agustín Moreno Fernando Pérez Pascal MEX México | Juan Pino Mario Tabares CUB Cuba         |
| Duplas detalhes  | Miguel Nido Joey Rive PUR Porto Rico                     | Agustín Moreno Fernando Pérez Pascal MEX México | Patrick Baumeler Américo Venero PER Peru |
| Equipes detalhes | BRA Brasil Marcelo Saliola Nelson Aerts William Kyriakos | PUR Porto Rico                                  | CHI Chile                                |
| Equipes detalhes | BRA Brasil Marcelo Saliola Nelson Aerts William Kyriakos | PUR Porto Rico                                  | CUB Cuba                                 |

Feminino
| Evento           | Ouro                                                     | Prata                                        | Bronze                                      |
| ---------------- | -------------------------------------------------------- | -------------------------------------------- | ------------------------------------------- |
| Simples detalhes | Pam Shriver USA Estados Unidos                           | Joelle Schad DOM República Dominicana        | Andrea Vieira BRA Brasil                    |
| Simples detalhes | Pam Shriver USA Estados Unidos                           | Joelle Schad DOM República Dominicana        | Cláudia Chabalgoity BRA Brasil              |
| Duplas detalhes  | Pam Shriver Donna Faber USA Estados Unidos               | Andrea Vieira Cláudia Chabalgoity BRA Brasil | Paula Cabezas Paulina Sepúlveda CHI Chile   |
| Duplas detalhes  | Pam Shriver Donna Faber USA Estados Unidos               | Andrea Vieira Cláudia Chabalgoity BRA Brasil | Aranzazú Gallardo Isabela Petrov MEX México |
| Equipes detalhes | BRA Brasil Andrea Vieira Claudia Chabalgoity Gisele Miró | VEN Venezuela                                | CHI Chile                                   |
| Equipes detalhes | BRA Brasil Andrea Vieira Claudia Chabalgoity Gisele Miró | VEN Venezuela                                | CUB Cuba                                    |

Misto
| Evento          | Ouro                                         | Prata                                           | Bronze                                              |
| --------------- | -------------------------------------------- | ----------------------------------------------- | --------------------------------------------------- |
| Duplas detalhes | Pam Shriver David DiLucia USA Estados Unidos | Cláudia Chabalgoity William Kyriakos BRA Brasil | Joelle Schad Rafael Moreno DOM República Dominicana |
| Duplas detalhes | Pam Shriver David DiLucia USA Estados Unidos | Cláudia Chabalgoity William Kyriakos BRA Brasil | Emily Viqueira Jaime Frontera PUR Porto Rico        |

## Quadro de medalhas
| Ordem | País                     | Medalha de ouro | Medalha de prata | Medalha de bronze |    |
| ----- | ------------------------ | --------------- | ---------------- | ----------------- | -- |
| 1     | USA Estados Unidos       | 3               | 1                |                   | 4  |
| 2     | BRA Brasil               | 2               | 2                | 2                 | 6  |
| 3     | MEX México               | 1               | 1                | 2                 | 4  |
| 4     | PUR Porto Rico           | 1               | 1                | 1                 | 3  |
| 5     | DOM República Dominicana |                 | 1                | 1                 | 2  |
| 6     | VEN Venezuela            |                 | 1                |                   | 1  |
| 7     | CHI Chile                |                 |                  | 3                 | 3  |
| 7     | CUB Cuba                 |                 |                  | 3                 | 3  |
| TOTAL | TOTAL                    | 7               | 7                | 12                | 26 |

## Ligação externa
- Jogos Pan-Americanos de 1991

1. 1 2 3  veja.abril.com.br/ Equipe do ouro em Havana-91 se encontra no Rio para Masters